# Lubosz Nowy (gromada)
Lubosz Nowy – dawna gromada, czyli najmniejsza jednostka podziału terytorialnego Polskiej Rzeczypospolitej Ludowej w latach 1954–1972.
Gromady, z gromadzkimi radami narodowymi (GRN) jako organami władzy najniższego stopnia na wsi, funkcjonowały od reformy reorganizującej administrację wiejską przeprowadzonej jesienią 1954 do momentu ich zniesienia z dniem 1 stycznia 1973, tym samym wypierając organizację gminną w latach 1954–1972.
Gromadę Lubosz Nowy z siedzibą GRN w Luboszu Nowym (obecnie Nowy Lubosz) utworzono – jako jedną z 8759 gromad na obszarze Polski – w powiecie kościańskim w woj. poznańskim, na mocy uchwały nr 26/54 WRN w Poznaniu z dnia 5 października 1954. W skład jednostki weszły obszary dotychczasowych gromad Kurzagóra Nowa, Lubosz Nowy i Lubosz Stary ze zniesionej gminy Kościan oraz obszary dotychczasowych gromad Witkówki (bez obszarów włączonych do nowej gromady Racot), Spytkówki (bez obszarów włączonych do nowej gromady Racot) i częściowo Racot (obszar leśny) ze zniesionej gminy Racot – w tymże powiecie. Dla gromady ustalono 20 członków gromadzkiej rady narodowej.
Gromadę zniesiono 1 stycznia 1960, a jej obszar włączono do nowo utworzonej gromady Kościan w tymże powiecie.